# Nocera Terinese
Pour les articles homonymes, voir Nocera.
Nocera Terinese est une commune italienne de la province de Catanzaro dans la région Calabre en Italie.

## Administration
| Période                                  | Période  | Identité       | Étiquette             | Qualité |
| ---------------------------------------- | -------- | -------------- | --------------------- | ------- |
| 28 mai 2007                              | En cours | Luigi Ferlaino | Lista progetto Nocera |         |
| Les données manquantes sont à compléter. |          |                |                       |         |

### Communes limitrophes
Amantea, Cleto, Falerna, Lamezia Terme, Martirano Lombardo, San Mango d'Aquino